# Roméo Dallaire
Roméo A. Dallaire (25 de juny de 1946, Denekamp, Països Baixos) és un tinent general canadenc. Era el cap de la MINUAR, la força que l'ONU va enviar per mantenir la pau a Ruanda el 1994.

## Infància i educació
És fill d'en Roméo Louis Dallaire, militar canadenc i de na Catherine Vermeassen, infermera holandesa. Va passar la seva infantesa a Montréal. Va entrar a l'exèrcit canadenc el 1964, rebent el diploma d'oficial al CMR Saint-Jean el 1968

## Ruanda
Dallaire va escriure un llibre sobre el genocidi de Ruanda, J'ai serré la main du diable - La faillite de l'humanité au Rwanda. A l'abril de 2004 va testificar davant el Tribunal Penal Internacional per Rwanda contra el coronel Théoneste Bagosora.